# Oreodera basipenicillata
Oreodera basipenicillata là một loài bọ cánh cứng trong họ Cerambycidae.